# Jelena De Belder-Kovačič
Jelena baronica de Belder-Kovačič, slovenska botaničarka, * 23. avgust 1925, Jesenovec, Beli Manastir na Hrvaškem:12, † 31. avgust 2003, Krk. 
Njena starša, Elizabeta (roj. Zorčič) in Andrej Kovačič, sta bila Slovenca, rojena v bližini Maribora. Njen materni jezik je bil slovenski. Oče Andrej Kovačič, zelo sposoben agronom in dober menedžer, je bil direktor vinogradov na posestvu Belje v bližini Osijeka na severozahodu Hrvaške. V okolici je bil urejen angleški park. Del posestva je bil namenjen za raziskovanje in tako se je Jelena že v mladosti seznanila s skrivnostmi izbora rastlin:15.
Mladost je preživela na Hrvaškem, na Belju ob Donavi. Leta 1945 se je vpisala na Kmetijsko-gozdarsko fakulteto v Zagrebu, kjer je študirala agronomijo. Nato je nekaj časa delala v vrtnarijah po zahodni Evropi. Leta 1954 se je poročila z Robertom De Belder (1921–1995) in se za stalno preselila v Belgijo. Tam je z možem prenovila arboretum, ki je zaslovel kot ena prostorsko najlepše urejenih zbirk drevja in študijsko središče.
V svojem življenju je vzgojila več kot sto sort okrasnih dreves, grmov in zelik. Sodelovala je pri treh dokumentarnih serijah produkcije RTV Slovenija; List in cvet (1994), Okus po cvetju (1998) ter Okus po plodovih. 
De Belder-Kovačičeva je med drugim v svoji karieri prejela najvišje priznanje angleškega Kraljevega hortikulturnega združenja, belgijski kralj Albert II. Belgijski pa ji je za zasluge pri razvoju horitikulture leta 1996 podelil naslov baronice. Leta 1999 je bila nominirana za Slovenko leta, vendar naslova ni osvojila. Bila je tudi častna meščanka belgijskega mesta Kalmthout.
Ima dva otroka: Diane (13. april 1960) in Danny (20. junij 1955):65–67.